# Delta radio
Delta radio est une radio privée locale de Schleswig-Holstein.

## Histoire
Delta radio est la deuxième radio privée à pouvoir émettre dans le Schleswig-Holstein. Elle débute sous le nom de Alpha Radio puis change au bout de quelques mois, car la marque est la possession du groupe Kirch.

## Actionnaires
Frank Otto possède 58,89% des actions de Delta radio, Regiocast directement et indirectement par Ditting Media 24,99% et radio ffn 16,12%.

## Programme
Delta radio diffuse un programme musical principalement rock. Il s'adresse au groupe cible des 14 à 35 ans.
Delta radio est le partenaire de concerts pop et rock, du Hurricane Festival.